# Кейсі (Айова)
Кейсі (англ. Casey) — місто (англ. city) в США, в округах Гатрі і Адер штату Айова. Населення — 387 осіб (2020).

## Географія
Кейсі розташоване за координатами 41°30′27″ пн. ш. 94°31′17″ зх. д. / 41.50750° пн. ш. 94.52139° зх. д. (41.507460, -94.521271).  За даними Бюро перепису населення США в 2010 році місто мало площу 1,91 км², уся площа — суходіл.

## Демографія
Згідно з переписом 2010 року, у місті мешкало 426 осіб у 174 домогосподарствах у складі 109 родин. Густота населення становила 223 особи/км².  Було 215 помешкань (112/км²).
Расовий склад населення:
| - 96,7 % — білих - 2,1 % — азіатів |

До двох чи більше рас належало 1,2 %. Частка іспаномовних становила 1,4 % від усіх жителів.
За віковим діапазоном населення розподілялося таким чином: 26,1 % — особи молодші 18 років, 54,7 % — особи у віці 18—64 років, 19,2 % — особи у віці 65 років та старші. Медіана віку мешканця становила 44,3 року. На 100 осіб жіночої статі у місті припадало 98,1 чоловіків;  на 100 жінок у віці від 18 років та старших — 92,1 чоловіків також старших 18 років.
Середній дохід на одне домашнє господарство  становив 46 548 доларів США (медіана — 40 000), а середній дохід на одну сім'ю — 52 614 долари (медіана — 52 750). Медіана доходів становила 36 250 доларів для чоловіків та 36 250 доларів для жінок. За межею бідності перебувало 18,1 % осіб, у тому числі 22,6 % дітей у віці до 18 років та 6,2 % осіб у віці 65 років та старших.
Цивільне працевлаштоване населення становило 190 осіб. Основні галузі зайнятості: освіта, охорона здоров'я та соціальна допомога — 22,6 %, виробництво — 21,1 %, сільське господарство, лісництво, риболовля — 14,7 %, роздрібна торгівля — 11,6 %.